# Fiorenzo Bava Beccaris
Fiorenzo Bava Beccaris (IPA: [fjoˈrɛntso ˈbaːva bekˈkaːris], Fossano, 1831. március 17. – Róma, 1924. április 8.) olasz tábornok, aki különösen az 1898-as milánói zavargások, a Bava Beccaris-mészárlásként ismert brutális leverése miatt lett hirhedt.

## Élete
Fossanóban született, részt vett a krími háborúban és az olasz függetlenségi háborúkban.

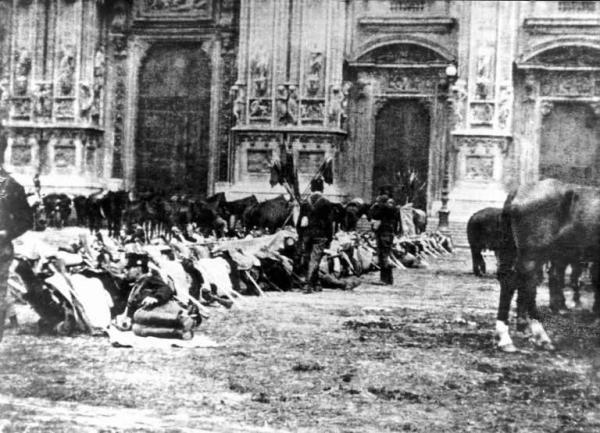
Piazza del Duomo: Bava Beccaris katonái, akik a felkelők ellen harcolnak

1898 májusában, amikor Milánóban a magas élelmiszerárak miatt komoly zavargások törtek ki, az Antonio di Rudinì vezette olasz kormány ostromállapotot hirdetett a városban. Bava Beccaris tábornok mint a város rendkívüli biztosa megparancsolta katonáinak, hogy lőjenek a tüntetőkre, akik egy sztrájk során több barikádot emeltek. Tüzérséget is alkalmaztak. A hivatalos adatok szerint 80 ember meghalt és 450 megsebesült. Az ellenzék azonban 400 halottról és több mint 2000 sebesültről, míg a The New York Times 300 halálesetről és 1000 sebesültről számolt be.
Cselekedetének elismeréseként Bava Beccaris 1898 júniusában megkapta I. Umbertó olasz királytól a Savoyai Lovagrend Nagykeresztjét. Nem sokkal ezután kinevezték az olasz szenátusba. 1914-ben melegen támogatta az első világháborúban részt venni kívánó olaszországi intervenciós pártot (ahogyan 1915. május 25-én is). 1922-ben azt javasolta, hogy III. Viktor Emmánuel király adjon hatalmat Benito Mussolininek és a Nemzeti Fasiszta Pártnak.
Bava Beccaris 1902-ben vonult nyugállományba. Rómában halt meg 1924-ben.

## Fordítás
- Ez a szócikk részben vagy egészben  a   Fiorenzo Bava Beccaris című angol Wikipédia-szócikk ezen változatának fordításán alapul.  Az eredeti cikk szerkesztőit annak laptörténete sorolja fel. Ez a jelzés csupán a megfogalmazás eredetét és a szerzői jogokat jelzi, nem szolgál a cikkben szereplő információk forrásmegjelöléseként.